# Sława Mikołajczyk
Sława Mikołajczyk (ur. 1945, zm. 22 listopada 2023 w Łodzi) – polska wokalistka big beatowa i popowa.

## Życiorys artystyczny
Na przełomie czerwca i lipca 1962 roku wzięła udział w I Festiwalu Młodych Talentów w Szczecinie, gdzie znalazła się w „Złotej Dziesiątce” zwycięzców tej imprezy. Efektem tego sukcesu była jej współpraca z zespołem Luxemburg Combo, która nie trwała długo, ponieważ wokalista po miesiącu zakończyła z nim współpracę, przewijając się następnie przez mało znaną grupę Karmazyn, zaś latem 1963 roku, występując z formacją Nastolatki w nadmorskich Non Stopach. Dołączoną do niej grupę wokalną współtworzyli: Katarzyna Sobczyk, Marianna Wróblewska oraz Zdzisław i Janusz Pasiekowie. W 1964 roku wokalistka współpracowała z zespołem studyjnym Ricercar 64 pod kier. Andrzeja Korzyńskiego, z którą nagrała w maju dwie piosenki umieszczone na płycie czwórce Veritonu (V 290): Oszukani w miłości i Tuzin grubasków – pierwsza z nich zdobyła znaczną popularność. W 1965 roku dołączyła do składu łódzkiej formacji Trubadurzy z którą w czerwcu 1966 roku wystąpiła na IV KFPP w Opolu, otrzymując nagrodę za debiut, zaś zespół zajął II miejsce w „Koncercie Młodości”, zwracając uwagę jurorów i publiczności piosenkami: Ondraszek, Zatrzymać sen i Mój każdy wieczór. W tym samym roku Trubadurzy zarejestrowali kilkanaście nagrań radiowych, z których część ukazała się na czwórce Pronitu (N 0464) z 1966 (Zakochany trubadur, Co robić w taki dzień, Zatrzymać sen, Bo ona taka inna). Zespół nagrał także kilka piosenek na potrzeby twórców serialu Wojna domowa, z których dwie znalazły się na kolejnej EP-ce Pronitu (N 0477) z 1967 (Mleko, Jutro odejdę mamo). Wiosną 1967 roku, wraz z Krzysztofem Krawczykiem i Marianem Lichtmanem, wokalistka odchodzi do nowo powstałej grupy Izomorf 67. Zanim formacja przerwała swoją krótką działalność w listopadzie tego samego roku, zdążyła zarejestrować kilka utworów w Polskim Radiu z których cztery ukazały się w lipcu 1967 roku na ich jedynej płycie czwórce (N 0507), wydanej przez Pronit (A kiedy pies, Archipelag niepokoju, La Gioconda, Barwy dźwięku), zaś piosenka pt. Coś o sobie znalazła się na kompilacji pt. Z młodością na ty (LP, Muza XL 0435). Po rozstaniu z tym zespołem, piosenkarka nawiązała współpracę z łódzkim big-bandem Kanon Rytm z którym w 1969 roku nagrywa kilka utworów, m.in. piosenkę pt. Czarne oczka. W sierpniu 1969 r. wchodzi w skład grupy Quorum pod kier. Juliusza Loranca, gdzie śpiewają także: Renata Lewandowska, Bożena Wrona i Aleksandra Naumik, która wkrótce opuściła grupę, zaś jej miejsce zajęła Elżbieta Igras. Zespół zadebiutował 1 września 1969 roku, występem w programie telewizyjnym pt. Kariera. W listopadzie tego samego roku Quorum wystąpiło razem z The Tremeloes i Grupą ABC Andrzeja Nebeskiego podczas wspólnych koncertów w Warszawie, oraz uczestniczyło w nagraniu albumu Alibabek Kwiat jednej nocy. Z formacją tą wokalistka nagrała w 1970 roku m.in. EP-kę (N 0601) Pronitu (Ach, co to był za ślub!, Dalekie kraje, Tylko w snach, Sen ogrodów) na której znalazł się jej największy przebój, a mianowicie piosenka pt. Ach, co to był za ślub!. Za wykonanie tego utworu grupa Quorum otrzymała Nagrodę Przewodniczącego Komitetu ds. Radia i Telewizji na VIII KFPP w Opolu w 1970 roku. Kolejne miesiące współpracy wokalistki z zespołem Loranca to m.in. ich występ w filmie fabularnym Milion za Laurę i koncerty w Kolonii. W 1971 roku zakończył on działalność, zaś wokalistka nawiązała współpracę z grupą Ptaki pod kier. Jacka Szczygła. W 1976 roku występowała w ostatnim składzie Czerwono-Czarnych, z którymi nagrała w Polskim Radio piosenkę pt. Czarne jest czarne. W latach 1977–1978 współtworzyła skład żeńskiej grupy wokalnej Pro Contra, zaś w lutym 1981 roku pojawia się w chórku towarzyszącym zespołowi Krystof Band, który akompaniował piosenkarzowi K. Krawczykowi podczas występów w Stanach Zjednoczonych.

## Dyskografia

### Kompilacje
- Ricercar 64 (EP V 290 Veriton, 1964)
- Oszukani w miłości / Tuzin grubasków

- Beat z sentymentem (EP V 313 Veriton, 1966)
- Oszukani w miłości

- Z Archiwum Veritonu (3). Nasze debiuty – soliści (LP SXV 803 Veriton, 1979)
- Oszukani w miłości

- Trubadurzy (EP N 0464 Pronit, 1966)
- Zakochany trubadur / Co robić w taki dzień / Zatrzymać sen / Bo ona taka inna
- Skład zespołu: Sława Mikołajczyk – śpiew; Krzysztof Krawczyk – gitara, śpiew; Jerzy Krzemiński – gitara, śpiew; Sławomir Kowalewski – gitara basowa, śpiew; Marian Lichtman – perkusja, śpiew.

- Piosenki z filmu Wojna domowa (EP N 0477 Pronit, 1967)
- Mleko (S. Mikołajczyk i Trubadurzy) / Jutro odejdę mamo (S. Mikołajczyk i Trubadurzy)
- Skład zespołu: S. Mikołajczyk – śpiew; K. Krawczyk – gitara, śpiew; J. Krzemiński – gitara, śpiew; S. Kowalewski – gitara basowa, śpiew; M. Lichtman – perkusja, śpiew.

- Złote Lata Polskiego Beatu vol. 2 (LP SX 3052 Muza, 1991) / (MC CK Muza, 1991)
- Zatrzymać sen

- 45 RPM Kolekcja singli i czwórek (CD PNCD 938 Muza, 2005)
- Zakochany trubadur / Co robić w taki dzień / Zatrzymać sen / Bo ona taka inn/ Mleko / Juto odejdę mamo
- Skład zespołu: S. Mikołajczyk – śpiew; K. Krawczyk – gitara, śpiew; J. Krzemiński – gitara, śpiew; S. Kowalewski – gitara basowa, śpiew; M. Lichtman – perkusja, śpiew.

### Nagrania radiowe
- 1966: Przyjdzie czas (Zatrzymać sen), Gdybyś chciał się spotkać ze mną, To nie jest ważne, Wrócę do mamy, Ondraszek
- 1967: Bo ona taka inna, Zakochany trubadur, Co robić w taki dzień, Mleko, Jutro odejdę mamo

### EP i Kompilacje
- Izomorf 67 (EP N 0507 Pronit, 1967)
- A kiedy pies / Archipelag niepokoju / La Gioconda / Barwy dźwięku
- Skład zespołu: Sława Mikołajczyk – śpiew; Ewa Gontarek – śpiew; Ita Żółkiewska – organy; Jerzy Szczęśniak – gitara, Krzysztof Krawczyk – gitara basowa, śpiew; Marian Lichtman – perkusja.

- Z młodością na ty (LP XL 0435 Muza, 1967)
- Izomorf 67 – Coś o sobie
- Skład zespołu: S. Mikołajczyk – śpiew; E. Gontarek – śpiew; I. Żółkiewska – organy; J. Szczęśniak – gitara; K. Krawczyk – gitara basowa, śpiew; M. Lichtman – perkusja.

### Nagrania radiowe
- 1967: Jeleń, Bądźcie zakochane, Coś o sobie, A kiedy pies, Archipelag niepokoju, La Gioconda, Barwy dźwięku

### EP i kompilacje
- Quorum (EP N 0601 Pronit, 1970)
- Ach, co to był za ślub! / Dalekie kraje / Tylko w snach / Sen ogrodów
- Skład zespołu: Sława Mikołajczyk – śpiew; Renata Lewandowska – śpiew; Elżbieta Igras – śpiew; Bożena Wrona – śpiew; Juliusz Loranc – pianino, organy; Aleksander Nowacki – śpiew, gitara; Zbigniew Frankowski – śpiew, gitara; Józef Sikorski – gitara basowa; Aleksander Bem – perkusja

- Lata 20, Lata 30 (CD PNCD 1251 Muza, 2009)
- Quorum – Ach, co to był za ślub!
- Skład zespołu: S. Mikołajczyk – śpiew; R. Lewandowska – śpiew; E. Igras – śpiew; B. Wrona – śpiew; J. Loranc – pianino, organy; A. Nowacki – śpiew, gitara; Z. Frankowski – śpiew, gitara; J. Sikorski – gitara basowa; A. Bem – perkusja.

- 70 w skali Beauforta (CD PNCD 378 Muza, 1997)
- Quorum – Ach, co to był za ślub!
- Skład zespołu: S. Mikołajczyk – śpiew; R. Lewandowska – śpiew; E. Igras – śpiew; B. Wrona – śpiew; J. Loranc – pianino, organy; A. Nowacki – śpiew, gitara; Z. Frankowski – śpiew, gitara; J. Sikorski – gitara basowa; A. Bem – perkusja

### Nagrania radiowe
- 1969: Dalekie kraje, Sen ogrodów, Tylko w snach
- 02.1970: Ach, co to był za ślub!

- 1976: Czarne jest czarne